# 维索萨-杜塞阿拉
维索萨-杜塞阿拉是巴西塞阿拉州的一个市镇。总面积1311.592平方公里，总人口52368人，人口密度39.9人/平方公里。